# Bhawānīgarh
Bhawānīgarh är en ort i Indien.   Den ligger i distriktet Sangrur och delstaten Punjab, i den norra delen av landet, 210 km nordväst om huvudstaden New Delhi. Bhawānīgarh ligger 247 meter över havet och antalet invånare är 19 376.
Terrängen runt Bhawānīgarh är mycket platt. Runt Bhawānīgarh är det tätbefolkat, med 383 invånare per kvadratkilometer. Närmaste större samhälle är Nābha, 16,3 km nordost om Bhawānīgarh. Trakten runt Bhawānīgarh består till största delen av jordbruksmark.